# Drago Stipac
Drago Stipac (Busovača, 25. srpnja 1920. – Zagreb, 5. veljače 1995.), bio je hrvatski šumarski inženjer, političar i predsjednik HSS-a (1991. – 1994.).

## Životopis

### Rani život i školovanje
Drago Stipac rođen je 1920. godine u Busovači (BiH), u HSS-ovskoj obitelji. Nakon završene pučke škole upisao se je na sarajevsku gimnaziju. No ubrzo je iz nje istjeran kao nepoćudan te je srednju školu završio u Visokom. Nakon toga, 1938. godine, otišao je u Zagreb gdje je upisao Šumarski fakultet. Na Šumarskome fakultetu diplomirao je 1943. godine. Dolaskom u Zagreb došao je u dodir s Hrvatskom seljačkom strankom i postao je aktivnim članom njezine Sveučilišne organizacije. Tu je ubrzo preuzeo funkciju tajnika, surađivao cijelom plejadom mladih HSS-ovaca i uspostavljao neposredne dodire s predsjednikom Stranke drom Vladkom Mačekom te užu suradnju s glavnim tajnikom drom Jurjem Krnjevićem. Bilo je to važno razdoblje u formiranju Stipca kao mladog političara. 

### Drugi svjetski rat
Dolaskom ustaša na vlast, u travnju 1941. godine, sve su oporbene stranke zabranjene. Zajedno s dijelom radićevaca postao je politički nepoćudnim za novi režim i svoj stranački rad premjestio je u stranačku ilegalu. Tu je nastavio s opasnim radom u krugu svojih istomišljenika, djelujući na održavanju HSS-ovske organizacije. Zbog toga je već 1942. godine uhićen. Otpremljen je u Lepoglavu, gdje je tada proveo 6 mjeseci. I nakon toga ostao je aktivan boreći se za uspostavu radićevske slobodne i demokratske Hrvatske, vjerujući u ratnu pobjedu zapadnih saveznika. Pod prijetnjom novih progona sklonio se je u svoju rodnu Bosnu, ali i ondje dolazi pod udar ustaških vlasti. Ponovno je 1944. godine uhićen pod optužbom za sudjelovanje u pripremi urote Vokić-Lorković, što je bio neuspjeli pokušaj HSS-a i dijela oružanih snaga NDH kako bi u zadnjim godinama rata ostvarili prijelaz Hrvatske na stranu Saveznika i demokratske svjetske politike, ali optužba nije mogla doći do stvarnih dokaza te je pušten. 

### Nakon Drugoga svjetskog rata
Ni završetak rata, koji je prošao tragično za hrvatski narod, nije Stipcu donio lakše dane. Po svom ulasku u Sarajevo partizanske vlasti odmah su ga zatvorile. Nakon 8 mjeseci tamnovanja bez suđenja, u nemogućnosti političkoga rada Stipac se je posvetio svojoj struci. Kao šumarski stručnjak službovao je u Sarajevu (službenim Ministarstva šumarstva), Busovači, Jajcu, Prozoru i Zenici (upravitelj šumarijâ) te u Travniku (tehnički direktor šumskoga gospodarstva "Šebešić"), gdje je stvorio veliki krug prijatelja i istomišljenika i postao jedan od najboljih poznavatelja političke, ekonomske, socijalne i kulturne stvarnosti bosanskih Hrvata.
1968. godine, osjećajući da se događaju za Hrvatsku važne promjene, vratio se je u Zagreb i tu se zaposlio. U Zagrebu bio je komercijalni direktor trgovačke organizacije "Gora". 1971. godine je na popisu progona, uhićen je i osuđen na 2,5 godine zatvora, u Lepoglavi. Po izlasku iz zatvora radio je neko vrijeme i potom je otišao u mirovinu. Otada sudjelovao je u gotovo svim tajnim i javnim političkim inicijativama za izlazak Hrvatske iz jugoslavensko-komunističkog okruženja. Uspostavljao je veze s vodstvom HSS u inozemstvu, a aktivan je bio i u oblikovanju gotovo svih oporbenih grupacija u Hrvatskoj. U uvjerenju kako je potrebno okupiti sve političke snage u stvaranju buduće slobodne Hrvatske vrlo se intenzivno angažirao krajem 1980-ih godina u stvaranju neke vrste nadstranačke organizacije. Bio je jednim od inicijatora važnoga događaja na Plešivici, 19. siječnja 1989. godine, koji je trebao ići u takvom pravcu. Uz dra Franju Tuđmana kao predsjednika, Drago Stipac izabran je za tajnika novostvorenog koordinativnog tijela. Nekoliko mjeseci nakon toga, 17. lipnja 1989. godine na sastanku u Panorami, podnio je ostavku, i okrenuo se konsolidaciji domovinske HSS, koja je upala u frakcijske situacije. 

#### 1990. godina i samostalna Hrvatska
Budući da je 1990. godine na inicijativu predsjednika Središnjega odbora HSS u inozemstvu dra Josipa Torbara, kao nositelja kontinuiteta i legitimiteta Stranke, stvoreno koordinacijsko tijelo za ujedinjavanje svih radićevskih grupacija HSS, Stipac je na temelju svoga ugleda i zbog iskustva i sposobnosti koje je imao, na Ujediniteljskoj skupštini HSS-a 25. svibnja 1991. godine, jednoglasno izabran za predsjednika HSS. Na dužnosti predsjednika stranke ostao je sve do izbijanja bolesti, 1994. godine, kada se je po savjetu liječnika morao povući s posla. Prigodom napuštanja svoje dužnosti dobio je najveće priznanje u HSS-u te je na Skupštini u prosincu 1994. godine jednoglasno izabran za prvoga počasnog predsjednika HSS-a.
Zagovarao je integralnu Bosnu i Hercegovinu, uspostavljenu na županijskoj osnovi, uz poštovanje identiteta i interesa svih triju konstitutivnih naroda. Bio je i jednim od sudionika stvaranja HSS-a Bosne i Hercegovine.
U razdoblju od 1991. do 1993. godine bio je predsjednikom Hrvatskoga društva političkih zatvorenika.
Umro je u Zagrebu, 5. veljače 1995. godine.